# Dovozní kvóta
Dovozní kvóta je přímou restrikcí množství určitého dováženého statku. Většinou je jí dosaženo poskytováním dovozních licencí skupinám nebo firmám. Neplatí, že by tyto kvóty omezily dovoz bez zvýšení domácích cen – dovozní kvóta zvýší cenu stejně jako clo, které by snížilo dovoz o stejnou částku.

## Renta z kvóty
Při použití kvóty vláda nezíská žádný příjem. Tento příjem dostávají držitelé dovozních licencí, kteří mohou prodávat dovážené statky na domácím trhu za vyšší cenu. Jestliže právo prodávat na domácím trhu mají vlády vyvážejících zemí, transfery rent do zahraničí činí náklady na kvótu vyššími než u cla.